# Portiuncula

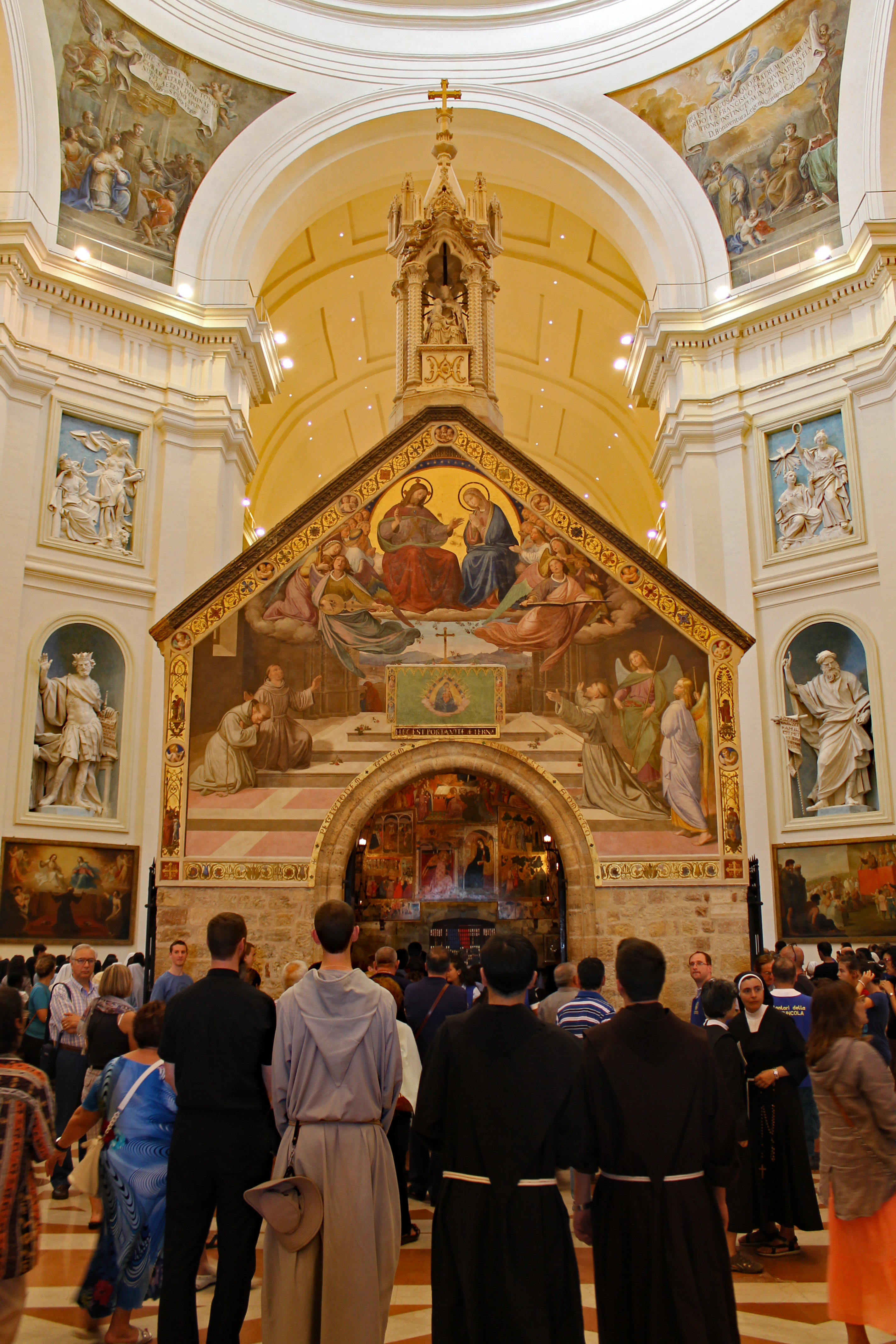
Canh thức đêm vọng Lễ Tha thứ tại nhà nguyện Portiuncula (tháng 8, 2013)

Portiuncula là tên của một nhà nguyện Công giáo tọa lạc bên trong Vương cung thánh đường Nữ Vương các Thiên thần, thuộc địa phận làng Santa Maria degli Angeli, thị xã Assisi, tỉnh Perugia, vùng Umbria (miền trung nước Italia). Đây cũng là nơi mà ý tưởng về dòng Anh Em Hèn Mọn và phong trào của thánh Phanxicô thành Assisi được thai nghén.
Tên gọi Portiuncula (n.đ. 'mảnh đất nhỏ') được đề cập lần đầu tiên trong một văn kiện có từ năm 1045. Hiện nay văn kiện này đang được lưu trữ tại thư khố của Nhà thờ chính tòa Assisi.

## Lễ Tha thứ và phép ân xá Portiuncula
Các tu sĩ dòng Phan Sinh lại cử hành thánh lễ mừng kính Nữ vương các Thiên thần tại nhà nguyện Portiuncula vào ngày 2 tháng 8 hằng năm, cũng là ngày kỷ niệm lễ cung hiến nhà nguyện.
Ban đầu, phép ân xá Portiuncula chỉ được ban cho những ai đến thăm nhà nguyện Portiuncula trong khoảng thời gian từ chiều ngày 1 tháng 8 đến lúc chạng vạng tối ngày 2 tháng 8. Vào ngày 5 tháng 8 năm 1480 (có nơi ghi là 1481), Giáo hoàng Xíttô IV đã mở rộng việc ban phép ân xá này cho những ai đến thăm các nhà thờ do dòng Nhất và dòng Nhì thuộc cộng đồng Phan Sinh coi sóc. Ngày 4 tháng 7 năm 1622, Giáo hoàng Grêgôriô XV đã mở rộng việc ban phép ân xá này cho tất cả những tín hữu đến thăm nhà thờ các dòng trên vào khoảng thời gian đã định, với điều kiện là phải chu toàn việc xưng tội và rước Mình Thánh Chúa, và đến ngày 12 tháng 10 năm 1622 thì mở rộng cho cả các nhà thờ dòng Phan Sinh Lúp Dài. Giáo hoàng Urbanô VIII mở rộng phép ân xá cho toàn thể nhà thờ thuộc dòng Ba Phan Sinh vào ngày 13 tháng 1 năm 1643, và được Giáo hoàng Clêmentê X mở rộng cho tất cả các nhà thờ thuộc dòng Phan Sinh Viện Tu vào ngày 3 tháng 10 năm 1670.
Sau Công đồng Vaticanô II, Giáo hoàng Phaolô VI đã canh tân việc ban bố phép ân xá Portiuncula qua tông hiến Indulgentiarum Doctrina (1967). Theo bản tông hiến này, các tín hữu Công giáo được hưởng một ơn đại xá vào ngày 2 tháng 8 hoặc vào một ngày khác do vị Giám mục chủ nhiệm của địa phương xác định để tạo điều kiện thuận lợi cho các tín hữu, khi đã thỏa các điều kiện thông thường (chu toàn việc xưng tội, rước Mình Thánh Chúa và cầu nguyện theo ý cầu nguyện của Giáo hoàng), thăm nhà thờ xứ với tâm tình sốt mến và đọc ít nhất một kinh Lạy Cha cùng một kinh Tin Kính. Để được lãnh nhận ơn đại xá Portiuncula, cũng như mọi ơn đại xá khác, người tín hữu Công giáo phải hoàn toàn sạch tội trọng và cả tội nhẹ. Nếu như tín hữu chưa hoàn toàn sạch tội thì chỉ được hưởng một ơn tiểu xá mà thôi.